# 集體意識
集體意識（英語：Collective consciousness）是指一個團體或一群人擁有的共同價值觀、信念、道德觀、態度, 並具有內部的團結力量。 一般來說，它不是指特定的道德觀或良知，而是指對社會規範的共同理解。
現代集體意識的概念包括团结的態度、迷因、團體迷思或團體思考、羊群心理、集體經驗、集體儀式等等 甚至可以包括一些使用迷幻劑的可以體驗到的無形實體。。在集體意識的概念中，人們不是作為獨立的個人存在，而是作為充滿活力的群體聚集在一起，分享資源和知識。 它也發展成為描述整個社區如何聚集在一起分享相似價值觀的一種方式。 這也被稱為“蜂巢思維”、“群體思維”、“大眾思維”和“社會思維”